# سیارک ۲۳۲۶۲
سیارک ۲۳۲۶۲ (به انگلیسی: 23262 Thiagoolson، نامگذاری:2000YW44) بیست و سه هزار و دویست و شصت و دومین سیارک کشف شده‌است که در ۳۰ دسامبر ۲۰۰۰ کشف شد.
قدر مطلق سیارک برابر ۱۱.۲ است.